# 成勇
成勇（？—1659年），字仁有，又字弱翁，號寶慈，山东青州府樂安縣人，明朝政治人物、同进士出身。

## 生平
天启二年，参加会试，答策言宦官之祸，因而得罪阉党，被放逐。三年后，再次参加，并登进士，授饶州府推官，七年任江西乡试同考试官。丁母忧后，起任开封府，再丁父憂，起归德府推官。崇祯十年，得南京吏部主事，之后授南京山西道御史。杨嗣昌夺情入内阁后，黄道周、何楷、林兰友、刘同升、赵士春等人反对，反而被谴。成勇于是愤上疏，崇祯帝读后大怒，命削籍戍宁波卫。后用刘宗周、张玮建议，命以他官用，不久听闻李自成攻陷北京。福王时，起御史，不赴任。后出家崐崘山为僧，十年後因盗起回家，筑室曰“蜗庐”，读书其中，又五年后去世。。
子成其范，登順治辛丑進士。

## 延伸阅读
- 徐作肅《成御史传》

[在维基数据编辑]
 《明史卷二百五十八》，出自《明史》